# Maligny, Yonne
Maligny là một xã của Pháp,tọa lạc ở tỉnh Yonne trong vùng Bourgogne-Franche-Comté.

## Thông tin nhân khẩu
| Năm | 1962 | 1968 | 1975 | 1982 | 1990 | 1999 |
| --- | ---- | ---- | ---- | ---- | ---- | ---- |
| Dân số | 461  | 553  | 519  | 543  | 605  | 685  |
| From the year 1962 on: No double counting—residents of multiple communes (e.g. students and military personnel) are counted only once. |      |      |      |      |      |      |

## Những người dân nổi tiếng
- Pierre Denis: nghệ sĩ organ
- Maurice René Fréchet (1878-1973) – nhà toán học, người sáng lập ra lý thuyết không gian trừu tượng.
- Jacques Lafarge.